# Werner Nievelstein
Werner Nievelstein (* 12. Februar 1941; † 31. März 2023) war ein deutscher Fußballspieler. Der Defensivspieler stand mit Alemannia Aachen 1965 im Finale des DFB-Pokals, gewann 1964 und 1967 die Meisterschaft in der Fußball-Regionalliga West, stieg 1967 in die Fußball-Bundesliga auf und gehörte auch dem Kader von Aachen an, der 1969 Deutscher Fußball-Vizemeister wurde.

## Karriere
Werner Nievelstein wechselte aus der Jugend von SuS Herzogenrath im Jahr 1958 zum Oberligisten Alemannia Aachen. In der Saison 1960/61 wurde der vormalige Akteur der Amateurmannschaft in den Vertragsspielerkader der Oberligamannschaft übernommen. Am zehnten Spieltag, den 16. Oktober 1960, debütierte er als rechter Verteidiger beim Heimspiel gegen den Meidericher SV in der Fußball-Oberliga West. In der vierten Spielminute verursachte er durch ein Eigentor die 1:0-Führung der „Zebras“. Zwei Tore von Alfred Glenski sicherten den 2:1-Heimerfolg. Am Rundenende stand die Alemannia auf dem achten Rang und Nievelstein hatte 17 Spiele absolviert. In den letzten zwei Runden der alten erstklassigen Oberliga, 1961/62 und 1962/63, stand er in allen 60 Pflichtspielen für die Mannschaft vom Tivoli-Stadion auf dem Platz. Das letzte Oberligaspiel wurde am 11. Mai 1963 ausgetragen und Aachen besiegte Bayer Leverkusen mit 2:1 Toren und schloss damit die Saison auf dem fünften Rang ab. Nievelstein bildete dabei mit Herbert Krisp das Verteidigerpaar und sicherten die spielbestimmende Läuferreihe mit Josef Martinelli, Branko Zebec und Christian Breuer ab. Insgesamt brachte es der Verteidiger von 1960 bis 1963 auf 78 Oberligaspiele.
Da Aachen nicht für die ab der Saison 1963/64 startende Fußball-Bundesliga nominiert worden war, spielte Nievelstein mit der Alemannia von 1963/64 bis 1966/67 im Unterbau der Bundesliga, der Regionalliga West. Er konnte zwar im Startjahr 1963/64 die Meisterschaft mit seinem Verein im Westen feiern, aber in der Aufstiegsrunde scheiterte der Westmeister. Auch als Vizemeister der Saison 1964/65 konnte sich die Alemannia nicht in der Aufstiegsrunde behaupten, hatte aber einen erfolgreichen Verlauf im DFB-Pokal vorzuweisen. Nach Erfolgen über den VfL Osnabrück, Rot-Weiß Oberhausen, Hannover 96 und im Halbfinale gegen den FC Schalke 04 – Nievelstein hatte es dabei mit Reinhard Libuda zu tun –, stand das Team aus der Regionalliga West am 22. Mai 1965 in Hannover im Pokalfinale gegen Borussia Dortmund. Der Bundesligist setzte sich mit 2:0 Toren durch und Nievelstein hatte sich dabei überwiegend harte Zweikämpfe mit Reinhold Wosab geliefert.
Nach der zweiten Meisterschaft in der Regionalliga West, 1966/67, in der Rückrunde hatte das Traineramt von Hennes Hoffmann hin zu Michael Pfeiffer gewechselt, setzte sich die Mannschaft um Kapitän „Jupp“ Martinelli in der Aufstiegsrunde durch und schaffte den Aufstieg in die Bundesliga. Nievelstein bildete dabei am wichtigen Starttag, den 20. Mai 1967, beim 2:1-Heimerfolg gegen Kickers Offenbach zusammen mit Christoph Walter das Verteidigerpaar. Bei der 2:3-Auswärtsniederlage auf dem Bieberer Berg in Offenbach, am 10. Juni, trat er mit dem Verteidigerkollegen Josef Thelen an. Als der Aufstieg mit dem 3:1-Heimsieg am 25. Juni gegen Göttingen 05 perfekt gemacht wurde, agierte Rolf Pawellek an seiner Seite. Von 1963 bis 1967 absolvierte der Verteidiger für Alemannia Aachen 128 Spiele in der Fußball-Regionalliga West.
Werner Nievelstein absolvierte von 1967 bis 1970 20 Bundesliga-Spiele und gehörte auch in der Saison 1968/69, als Alemannia Aachen die Vizemeisterschaft erringen konnte, zum Spielerkader des Vereins. Nievelstein wird in der Aachener Fanhymne der Drei Atömchen scherzhaft als Selbsttorspezialist beschrieben.
Rückblickend hielt er die wichtigsten Ereignisse während seiner aktiven Zeit bei Alemannia, die „Tivoli-Atmosphäre“ und die Gründe des Erfolgs fest:

„Die Spiele um den DFB-Pokal in der Saison 1964/65. Vom ersten Spiel beim SV Baesweiler bis zum Endspiel in Hannover gegen Borussia Dortmund war ich in allen Begegnungen dabei. […] Die große Begeisterung bei den internationalen Flutlichtspielen gegen Spitzenmannschaften aus aller Welt, wenn die Zuschauer mit ihren Zündhölzern und Feuerzeugen den Tivoli in ein Lichtermeer verwandelten. […] Das Sportliche und nicht das Geld stand im Vordergrund.“

Nach dem Ende seiner Karriere als Vertrags- und Lizenzspieler bei der Alemannia im Sommer 1970 kehrte Nievelstein zu seinem Heimatverein SuS Herzogenrath zurück und ließ im Amateurlager seine Laufbahn ausklingen. Für Alemannia Aachen bestritt Nievelstein von 1960 bis 1970 225 Meisterschaftsspiele in Ober-, Regional- und Bundesliga.